# Rungstedlund
Rungstedlund est l'ancienne demeure de la célèbre femme de lettres danoise Karen Blixen (1886-1962), où elle naquit et mourut. Elle se trouve à Rungsted Kyst au bord de la mer, en Zélande du Nord. C'est aujourd'hui un musée Karin-Blixen, lui étant consacré. Il se trouve à 20 km au nord de Copenhague au bord de l'Öresund. Les quarante acres qui l'entourent font aujourd'hui partie d'une réserve d'oiseaux.

## Historique

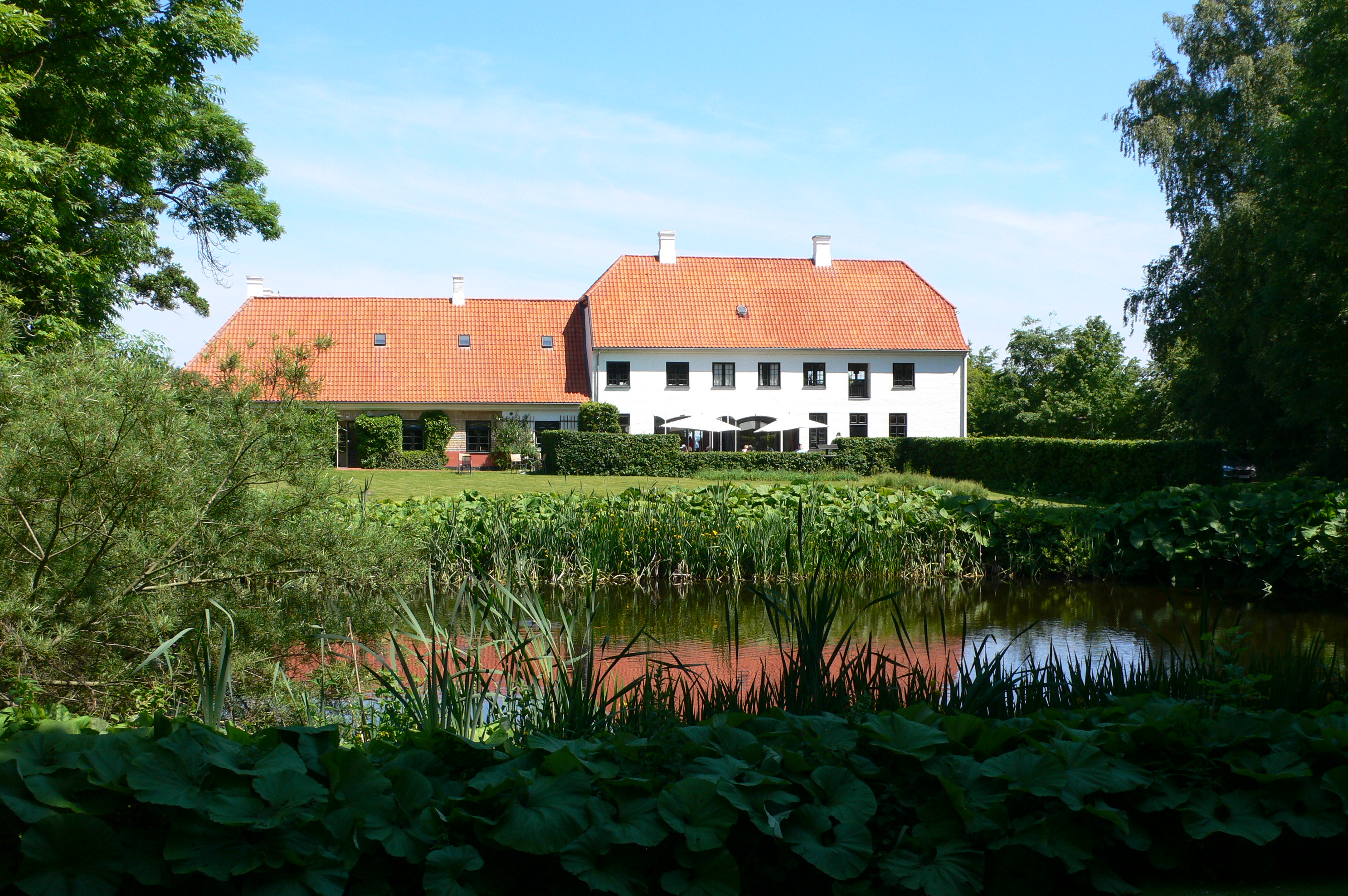
La maison vue du jardin.

La partie la plus ancienne de la maison date environ de 1680. La demeure était alors une auberge sur la route de Copenhague à Elseneur. Ludvig Holberg et le poète Johannes Ewald y demeurèrent. L'auberge cesse son activité en 1803 pour être transformée en ferme. Le père de Karen Blixen, Wilhelm Dinesen, achète la ferme et ses terres en 1879, escomptant que les terrains prendraient de la valeur, en raison de la construction future du chemin de fer, ce en quoi l'avenir lui donnera raison. La propriété comprend quatre fermes plus petites en plus de Rungstedlund, l'une (Folehavegaard) appartient toujours à la famille Dinesen. Le bâtiment sud fermant la cour et une partie des étables de Rungstedlund brûlent dans un incendie en 1898 et ne sont pas reconstruites. Le musée se trouve dans la partie ouest.
L'intérieur de la maison est demeuré le plus proche possible de l'époque de Karen Blixen, avec la commode offerte par le serviteur Farah, la chaise favorite de Denys Finch Hatton, et les grands poëles de famille. Une petite pièce a été convertie en salle d'exposition des portraits que fit Karen Blixen en Afrique, ainsi que ses dessins au fusain de jeunesse, lorsqu'elle était étudiante.
Dans le grand salon, on remarque la grande cheminée de marbre, devant laquelle se tenait la maîtresse de maison lorsqu'elle recevait et lorsqu'elle donnait des interviews pour la télévision.

## Le musée
Le musée, inauguré en 1991 par la reine de Danemark, présente des objets et le décor que Karen Blixen a disposés après son retour d'Afrique en 1931, jusqu'à sa mort ici en 1962 à l'âge de soixante-dix-sept ans. Il se trouve dans les anciennes écuries et la maison du cocher. On y voit des photographies de famille et d'elle-même, les tableaux qu'elle peignit, sa collection d'objets masaï, des lances, des boucliers, la machine à écrire et le gramophone que Denys Finch Hatton lui avait offerts, ainsi que ses manuscrits, différentes éditions de ses œuvres, sa correspondance et sa bibliothèque personnelle.
Une pièce du musée projette un film sur sa vie pour le public. Dans le salon des oiseaux, se tiennent des expositions, ayant trait aux oiseaux et aux habitants de la maison. Un café-restaurant et une librairie-boutique de souvenirs se trouvent dans les anciens communs. La maison principale où demeurait l'écrivain est à la disposition de l'académie du Danemark et se visite aussi.

## Le parc

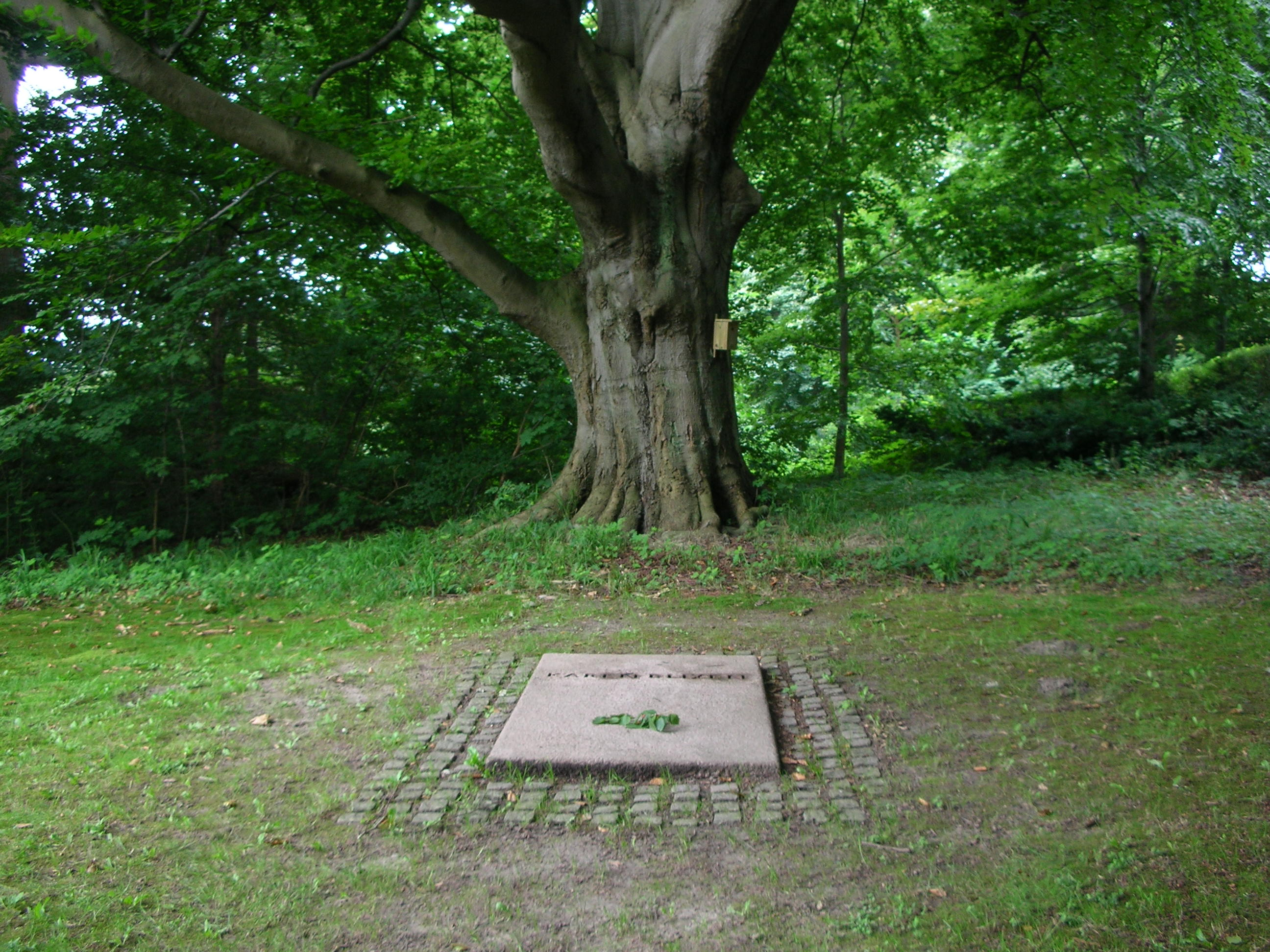
Tombe de Karen Blixen dans le parc.

Selon le testament de Karen Blixen, les oiseaux sont ici protégés. La Société ornithologique danoise (Dansk Ornitologisk Forening) s'occupe de la fondation. Plus de quarante espèces d'oiseaux sont observées, dont la grive litorne (Turdus pilaris), le gros-bec casse-noyaux (Coccothraustes coccotrausthes), le faucon crécerelle (Falco tinnunculus), le gobe-mouche noir (Ficedula hypoleuca) ou le pic épeiche (Dendrocopos major).
Au fond du parc de 16,6 hectares qui comporte certains arbres âgés de 250 à 300 ans, se trouve près d'un bosquet, la tombe de Karen Blixen, n'ayant pour épitaphe que son nom.